# Curoba mopsa
Curoba mopsa är en fjärilsart som beskrevs av Dru Drury 1782. Curoba mopsa ingår i släktet Curoba och familjen björnspinnare. Inga underarter finns listade i Catalogue of Life.